# Aceituna de Tacna
La aceituna de Tacna es una denominación de origen protegida peruana para la aceituna de mesa, variedad Sevillana del Perú o Criolla (verde, negra y mulata) que se cultiva y produce entre 25 y 800 m.s.n.m. en las zonas de las irrigaciones de La Yarada, Sama e Ite en las provincias de Tacna y Jorge Basadre en el departamento de Tacna.
Las características se definen por factores ambientales y humanos. El factor ambiental se debe a la ubicación en el bioma desierto costero, el clima, la humedad relativa.
Es la novena denominación de origen protegida del Perú, otorgada el 10 de diciembre de 2014. A nivel internacional, el gobierno peruano registró la denominación de origen ante la Organización Mundial de la Propiedad Intelectual, conforme al Sistema de Lisboa, el 30 de julio de 2018.